# Trabucaires de Sant Andreu de Palomar
Els Trabucaires de Sant Andreu de Palomar és una colla de trabucaires que forma part de la Germandat de Trabucaires, Geganters i Grallers de Sant Andreu del barri de Sant Andreu de Barcelona fundada el 1982.
La colla és una de les tres seccions de la germandat formada també per Geganters i Grallers de Sant Andreu. Aquesta associació fou fundada per promoure la participació en la festa major del districte i també en més celebracions i festes, de Sant Andreu i d'arreu. La secció de trabucaires de l'agrupació és la més antiga de la ciutat. L'any 2003, l'entitat va rebre la Medalla d'Honor de Barcelona.
La vestimenta dels trabucaires consta de camisa de màniga llarga blanca, armilla i pantalons negres de pana, mitjons blancs i faixa negra. Porten també espardenyes amb vetes negres, i els homes duen barretina vermella.
Per la festa major de Sant Andreu organitzen activitats pròpies de l'entitat: la Despertada Trabucaire, la mostra de cultura popular Esclat Andreuenc, les Matinades i la cercavila. També s'encarreguen de la celebració del Noi Baliarda, una recreació històrica centrada en la figura de l'andreuenc Francesc Baliarda. Els Trabucaires de Sant Andreu de Palomar han participat en trobades nacionals de trabucaires de Catalunya, en les festes de la Mercè i de Castelló de la Plana, en alguna festa del Club Súper 3 de TV3 i en el trofeu Joan Gamper del Futbol Club Barcelona. Amb els gegants, van viatjar al Japó.